# Danny MacAskill
Danny MacAskill (Dunvegan, 23 dicembre 1985) è un ciclista britannico.
MacAskill è anche noto come Taggart e 'Danny MegaSkill', è un ciclista professionista del bike trial per la Inspired Bicycles Ltd.
Ha realizzato (in economia, con il suo coinquilino Dave Sowerby) il corto 'April 2009', nel quale mostra le sue evoluzioni in strada con la bici, che ha collezionato un gran numero di collegamenti ed una notevole attenzione mediatica.
Visto il successo del video, MacAskill abbandonò il suo lavoro di meccanico e divenne ciclista a tempo pieno.
Nel 2009 appare nel video del singolo Winter Hill dei Doves e nella pubblicità della Volkswagen Golf Station Wagon.
Il 16 novembre 2010 MacAskill pubblica un nuovo video, Way back home, sponsorizzato dalla Red Bull. Ambientato in Scozia, il video mostra il castello di Edimburgo, North Berwick, i bunker della guerra sull'isola di Inchgarvie tra il Forth Bridge e la stazione elettrica delle Scottish Highlands.
Danny appare come stuntman nel film Senza freni (2012).
Negli anni intorno al 2013/2014 MacAskill realizzò altri progetti in collaborazione con la Red Bull, uno dei quali (Danny MacAskill's imaginate)  raggiunse settanta milioni di visualizzazioni nel 2018.